# David McCullough
David Gaub McCullough (Pittsburgh, Pensilvania, 7 de julio de 1933- Hingham, Massachusetts, 7 de agosto de 2022) fue un escritor y narrador estadounidense. Obtuvo en dos ocasiones el premio Pulitzer y el National Book Award, además de recibir la Medalla Presidencial de la Libertad, el reconocimiento más grande a un ciudadano en los Estados Unidos.
Nacido y criado en Pittsburgh, McCullough asistió a la Universidad Yale, obteniendo la licenciatura en Literatura inglesa. Su primer libro, The Johnstown Flood, fue publicado en 1968; desde entonces él ha escrito siete libros más sobre asuntos como Harry S. Truman, John Adams, y el Puente de Brooklyn. McCullough también ha relatado múltiples documentales, así como la película 2003 Seabiscuit; presentó el programa de televisión American Experience durante doce años. Dos de sus libros, Truman y John Adams, han sido adaptados a películas de televisión y miniseries, respectivamente, por HBO.

## Biografía

### Juventud y educación
Nacido de Christian Hax y Ruth McCullough, fue educado en Linden Avenue Grade School y en Shady Side Academy, en su ciudad natal de Pittsburgh, Pensilvania. Uno de sus cuatro hijos, McCullough tuvo una "maravillosa" niñez; tenía una amplia variedad de intereses, incluido deportes y dibujos animados. Sus padres y su abuela, quienes le leían a menudo, lo adentraron a los libros a una temprana edad. Sus padres le hablaban abiertamente de historia, un asunto que él siente debiera ser hablado más a menudo. McCullough "loved school, every day"; contempló muchas opciones de carrera, como ser arquitecto, actor, pintor, escritor, abogado, e incluso asistió a la facultad de medicina.
En 1951, McCullough comenzó a asistir a las clases de la Universidad Yale. Él creía que era un "privilegio" estudiar inglés en Yale debido al personal, que incluía a John O'Hara, John Hersey, Robert Penn Warren, y Brendan Gill. Él ocasionalmente almorzaba con el ganador del Premio Pulitzer novelista y dramaturgo Thornton Wilder. En Yale, se hizo miembro de Skull and Bones. Trabajó como aprendiz en Time, Life, la United States Information Agency y American Heritage. Dijo encontrar goce en la investigación mientras se encontraba en esos puestos de trabajo, afirmando que "Una vez que descubrí la fascinación sin fin de hacer la investigación y de hacer la escritura, supe que había encontrado lo que quería hacer en mi vida." Mientras estudiaba en Yale, McCullough estudió artes y logró su licenciatura en inglés, con la intención de convertirse en un escritor de ficción o dramaturgo. Se graduó con honores en literatura en lengua inglesa en 1955.

### Carrera como escritor

#### Sus primeros años
Después de graduarse, McCullough se mudó a Nueva York, donde la recientemente formada Sports Illustrated lo contrató como aprendiz. Después fue contratado por la United States Information Agency, en Washington D. C. como editor y escritor. Después de trabajar por doce años, incluyendo un puesto en la American Heritage, con una consistente concentración en la edición y escritura, McCullough "sintió que [él] había llegado al punto donde podía intentar algo por su cuenta." McCullough "no tenía expectativas que [él] iba a escribir sobre historia, pero [que] tropezó con una historia que [él] pensaba que era poderosa, emocionante y muy digna de ser contada"." Mientras trabajaba en American Heritage, McCullough escribió en su tiempo libre durante tres años. The Johnstown Flood, una crónica de uno de los peores desastres de inundaciones en la historia de los Estados Unidos, fue lanzado 1968; fue muy elogiado por los críticos. John Leonard, del The New York Times, dijo sobre McCullough, "No tenemos otro mejor historiador social." A pesar de los difíciles tiempos financieros, McCullough, con el apoyo de su esposa, Rosalee, tomó la decisión de convertirse en un escritor a tiempo completo.

### Ganancia de reconocimiento
Tras el éxito de The Johnstown Flood, dos nuevos editores le ofrecieron contratos, uno para escribir sobre el Gran incendio de Chicago de 1871 y otro sobre el terremoto de San Francisco de 1906. Simon & Schuster, editor de su primer libro, también le ofreció a McCullough un contrato para escribir un segundo libro. Tratando de no convertirse en "Malas Noticias McCullough", decidió escribir sobre un tema que mostrara que "la gente no siempre era tonta, inepta o irresponsable". Recordó las palabras de su profesor de Yale: "[Thornton] Wilder Dijo que se le ocurrió la idea de un libro o una obra de teatro cuando quería aprender sobre algo. Luego, verificaba si alguien ya lo había hecho, y si no se había hecho, él lo hacía." McCullough decidió escribir una historia del Puente de Brooklyn, por el que había cruzado muchas veces. Fue publicado en 1972.
También propuso, a sugerencia de su editor, un trabajo sobre el Canal de Panamá; que fue aceptado por el editor.
Cinco años más tarde, se publicó "The Path Between the Seas: The Creation of the Panama Canal, 1870–1914" ("El camino entre los mares: la creación del Canal de Panamá, 1870-1914"), lo que le valió a McCullough un amplio reconocimiento. El libro ganó el Premio Nacional del Libro de Historia, el Premio Samuel Eliot Morison, el Premio Francis Parkman, y el Premio Cornelius Ryan. Más tarde, en 1977, McCullough viajó a la Casa Blanca para asesorar a Jimmy Carter y al Senado de los Estados Unidos sobre los Tratados Torrijos-Carter, que darían a Panamá el control del Canal. Carter dijo más tarde que los tratados, que se negociaron para transferir la propiedad del Canal a Panamá, no se habrían aprobado si no hubiera sido por el libro.

### "La historia de la gente"
El cuarto trabajo de McCullough fue su primera biografía, lo que reforzó su creencia de que "la historia es la historia de las personas". Lanzado en 1981, Mornings on Horseback cuenta la historia de diecisiete años de la vida de Theodore Roosevelt, el vigésimo sexto presidente de los Estados Unidos. La obra abarca desde la infancia de Roosevelt hasta 1886 y habla de una "vida intensamente vivida" Este libro le dio el segundo National Book Award. Este libro también le dio el Premio Literary Lion de la  Biblioteca Pública de Nueva York. A continuación, publicó Brave Companions, una colección de ensayos que "se despliegan a la perfección" Escrito durante veinte años, el libro incluye ensayos sobre Louis Agassiz, Alexander von Humboldt, John y Washington Roebling, Harriet Beecher Stowe, Conrad Richter y Frederic Remington.
Con su siguiente libro, McCullough publicó su segunda biografía, Truman (1993), sobre el 33º presidente de EE. UU.. El libro le valió a McCullough su primer premio Pulitzer, en la categoría de "Mejor biografía o autobiografía" y su segundo premio Francis Parkman. Dos años más tarde, el libro fue adaptado como Truman (1995), una película para televisión de HBO, protagonizada por Gary Sinise como Truman.

Creo que es importante recordar que estos hombres no son perfectos. Si fueran dioses de mármol, lo que hicieron no sería tan admirable. Cuanto más vemos a los fundadores como humanos, más podemos entenderlos.

     –David McCullough

Trabajando durante los siguientes siete años, McCullough publicó John Adams (2001), su tercera biografía sobre un presidente de los Estados Unidos. Uno de los libros de no ficción más vendidos de la historia, este libro ganó el segundo premio Pulitzer de McCullough a la "Mejor biografía o autobiografía" en 2002. Lo empezó como un libro sobre los padres fundadores y los presidentes consecutivos John Adams y Thomas Jefferson; pero dejó a Jefferson para centrarse en Adams. HBO adaptó el libro John Adams como una miniserie de siete capítulos con el mismo nombre. Estrenada en 2008, fue protagonizada por Paul Giamatti en el papel principal. La versión en DVD de la miniserie incluye el documental biográfico David McCullough: Painting with Words.
El libro 1776 de McCullough cuenta la historia del año de fundación de los Estados Unidos, centrándose en George Washington, el ejército amateur y otras luchas por la independencia. Debido a la popularidad de McCullough, su impresión inicial fue de 1,25 millones de copias, muchas más que el libro de historia promedio. Tras su lanzamiento, el libro fue un éxito de ventas, número uno en los Estados Unidos. Se rumoreaba una adaptación en miniserie de 1776.
McCullough consideró escribir una secuela de 1776. Sin embargo, firmó un contrato con Simon & Schuster para realizar una obra sobre los estadounidenses en París entre 1830 y 1900, The Greater Journey, que se publicó en 2011. El libro cubre a los estadounidenses del siglo XIX, incluidos Mark Twain y Samuel Morse, que emigraron a París y alcanzaron importancia en la cultura o la innovación. Otros sujetos incluyen a Benjamin Silliman, quien había sido profesor de ciencias de Morse en Yale, Elihu Washburne, el embajador de Estados Unidos en Francia durante la guerra franco-prusiana, y Elizabeth Blackwell, la primera doctora en los Estados Unidos.
Los hermanos Wright de McCullough se publicó en 2015. The Pioneers (Los Pioneros) siguió, en 2019, la historia de los primeros colonos europeos americanos del Territorio del Noroeste, un vasto desierto estadounidense al que el río Ohio era la puerta de entrada.

## Estilo
McCullough es un historiador con un afán más divulgativo que académico y un estilo literario muy próximo a la novela, rico, emotivo y vigoroso. 
Hace gala de patriotismo y parte de sus obras se dedican a ensalzar la obra de presidentes de los Estados Unidos, alguno de ellos tan discutido como Harry Truman, autor de la decisión de lanzar la bomba atómica contra Hiroshima y Nagasaki. 
En libros como 1776 linda con la parcialidad, al retratar con más expresividad la violencia británica y de los mercenarios de Hesse que la del bando independentista (los "patriotas"), aunque no deja de representar la miseria física y, en ocasiones moral, de los soldados de George Washington; tampoco en la representación del rey Jorge puede decirse que sea ecuánime, si se la compara con la de Washington, Nathanael Greene o Henry Knox; de hecho, aunque McCullough maneja a fondo la documentación, no cabe decir que su mirada sea objetiva. 
Sin embargo, su punto de vista no es engañoso, puesto que es evidente, y su mayor virtud radica en su estilo, vivo y elegante, y su dominio de la trama narrativa, capaz de atrapar al lector en una emotiva reconstrucción de las encrucijadas históricas.

## Obras
- The Johnstown Flood (1968)
- The Great Bridge (1972)
- Un camino entre dos mares: la creación del Canal de Panamá (The Path Between the Seas: The Creation of the Panama Canal, 1870—1914, 1977)
- Mornings on Horseback (1981)
- Brave Companions (1991)
- Truman (1992)
- John Adams (2001)
- 1776 (1776, 2005)
- In the Dark Streets Shineth: A 1941 Christmas Eve Story (2010)
- The Greater Journey (2011)
- The Wright Brothers (2015)